# Antoni Manduk

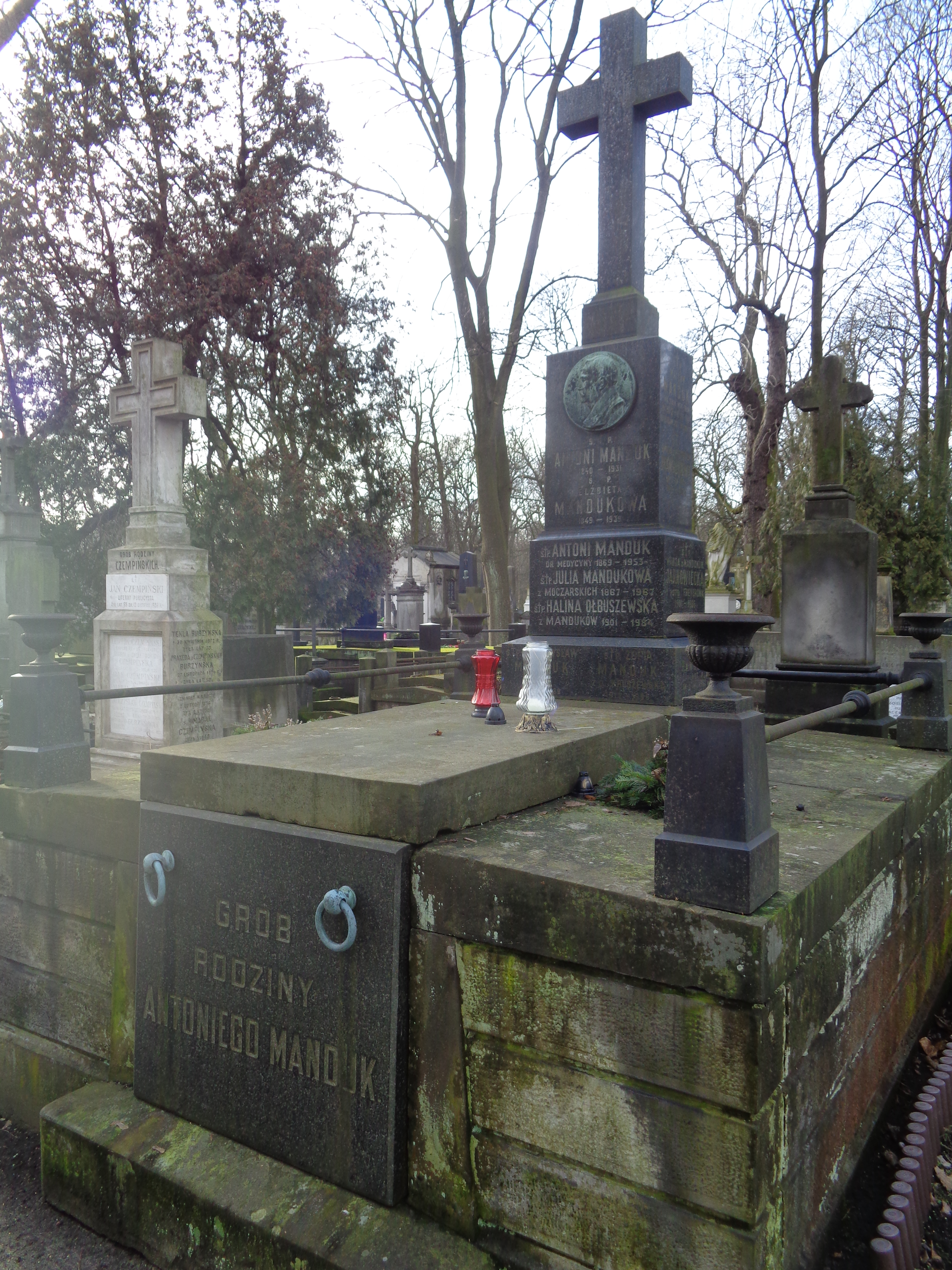
Grób rodziny Antoniego Manduka na cmentarzu Powązkowskim

Antoni Manduk (ur. 25 maja 1840, zm. 28 sierpnia 1931 w Warszawie) – polski farmaceuta, aptekarz.

## Życiorys
Urodził się dnia 25 maja 1840. Ukończył szkołę powiatową w Wieluniu i gimnazjum w Piotrkowie Trybunalskim. W 1862 wstąpił do Szkoły Głównej Warszawskiej na wydział farmaceutyczny.
Z powodu słabego zdrowia został odesłany do Warszawy z obozu powstańców i będąc asystentem profesora Wernera przygotowuje materiały wybuchowe.
W 1868 osiadł na warszawskiej Woli, zakupił dom oraz aptekę. Kształcił młodych ludzi w zawodzie aptekarza i należał do jednych z założycieli Warszawskiego Towarzystwa Farmaceutycznego w 1871. W latach 1896–98 był prezesem Warszawskiego Towarzystwa Farmaceutycznego i w 1899 zakupił na siedzibę Towarzystwa budynek przy ul. Długiej 16 w Warszawie, gdzie aktualnie mieści się siedziba Polskiego Towarzystwa Farmaceutycznego.
Należał w latach 1900-27 do Komitetu Nadzorczego Towarzystwa Kredytowego i był prezesem Kasy Zapomogowo-Pożyczkowej Przemysłowców.
Z żoną Elżbietą z d.Heidenbruch mieli trzech synów: Antoniego, Wacława i Stanisława.
Zmarł dnia 28 sierpnia 1931 w Warszawie i pochowany został na cmentarzu Powązkowskim.